# Aeroportul Municipal Ocean City
Aeroportul Municipal Ocean City (IATA: OCE, ICAO: KOXB, FAA LID: OXB) este un aeroport din Comitatul Worcester, Maryland, Maryland, Statele Unite ale Americii ce deservește zona Ocean City⁠(d). Aeroportul a fost tranzitat în 2019 de 4 pasageri. A fost numit după zona deservită.
Situat la o altitudine de 3 m, aeroportul dispune de 2 piste.

## Infrastructură

### Piste
Aeroportul dispune de 2 piste. Pista 02/20 are suprafața de asfalt și dimensiunile 3.204 picioare × 75 picioare. Pista 14/32 are suprafața de asfalt și dimensiunile 4.074 picioare × 75 picioare. 